# Daphne reichsteinii
Daphne reichsteinii är en tibastväxtart som beskrevs av E. Landolt och E. Hauser. Daphne reichsteinii ingår i släktet tibaster, och familjen tibastväxter. Inga underarter finns listade i Catalogue of Life.